# Team People4you-Unaas Cycling
Das Team People4you-Unaas Cycling war ein schwedisches Radsportteam mit Sitz in Häggeby.
Die Mannschaft wurde 2012 unter dem Namen Argon 18-Unaas Cycling gegründet und fuhr mit einer norwegischen Lizenz. Ab 2013 hatte das Team eine schwedische Lizenz. Es nahm als Continental Team an den UCI Continental Circuits teil. Manager war zuletzt Aike Visbeek, der von den Sportlichen Leitern Gabriella Ekström und Mats Höllgren unterstützt wird.

## Saison 2013

### Erfolge in der UCI Europe Tour
| Datum        | Rennen                                          | Kat. | Fahrer             |
| ------------ | ----------------------------------------------- | ---- | ------------------ |
| 31. März     | 2. Etappe Boucle de l’Artois (EZF)              | 2.2  | Fredrik Ludvigsson |
| 30.–31. März | Gesamtwertung Boucle de l’Artois                | 2.2  | Fredrik Ludvigsson |
| 11. Mai      | Scandinavian Race in Uppsala                    | 1.2  | Alexander Gingsjö  |
| 23. Juni     | Schwedische Meisterschaft – Straßenrennen       | CN   | Michael Olsson     |
| 23. Juni     | Schwedische Meisterschaft – Straßenrennen (U23) | CN   | Robert Pölder      |

### Abgänge – Zugänge
| Zugänge              | Team 2012                    | Abgänge                  | Team 2013            |
| -------------------- | ---------------------------- | ------------------------ | -------------------- |
| Jonas Orset          | Frøy-Trek                    | Kristoffer Wormsen       | Ringeriks-Kraft Look |
| Linus Dahlberg       | OneCo-Mesterhus Cycling Team | Mats Andersson           | Unbekannt            |
| Christian Bertilsson | Team Cykelcity.se            | Ola Elfmark              | Unbekannt            |
| Johan Broberg        | Team Cykelcity.se            | Simon Galle              | Unbekannt            |
| Philip Lindau        | Team Cykelcity.se            | Elias Rod Husoy          | Unbekannt            |
| Michael Olsson       | Team Cykelcity.se            | Alexander Einarson Perez | Unbekannt            |
| Robert Pölder        | Team Cykelcity.se            | Magnus Tonsager          | Unbekannt            |
| Alexander Gingsjö    | Neoprofi                     | Emil Unaas               | Unbekannt            |
| Fredrik Ludvigsson   | Neoprofi                     |                          |                      |

### Mannschaft
| Name                      | Geburtstag         | Nationalität | Team 2014                      |
| ------------------------- | ------------------ | ------------ | ------------------------------ |
| Christian Bertilsson      | 5. September 1991  | Schweden     | Development Team Giant-Shimano |
| Johan Broberg             | 12. Mai 1992       | Schweden     |                                |
| Linus Dahlberg            | 10. Oktober 1987   | Schweden     | Team Argos 18 Scandinavia      |
| Alexander Gingsjö         | 23. Dezember 1980  | Schweden     | Södertälje CK                  |
| Sebastian Ferner Johansen | 9. Mai 1990        | Norwegen     | Team Bliz-Merida               |
| Philip Lindau             | 18. August 1991    | Schweden     | Team Joker                     |
| Fredrik Ludvigsson        | 28. April 1994     | Schweden     | Development Team Giant-Shimano |
| Magnus Nordahl            | 25. März 1990      | Norwegen     |                                |
| Michael Olsson            | 4. März 1986       | Schweden     | Team Ringeriks-Kraft           |
| Jonas Orset               | 29. September 1990 | Norwegen     | China Wuxi Jilun Cycling Team  |
| Robert Pölder             | 21. Juni 1991      | Schweden     | Development Team Giant-Shimano |
| Jo Kogstad Ringheim       | 16. Februar 1991   | Norwegen     | Team Joker                     |

## Saison 2012
| Name                        | Geburtstag         | Nationalität | Team 2011 |
| --------------------------- | ------------------ | ------------ | --------- |
| Mats Andersson              | 1. Oktober 1990    | Schweden     | Neoprofi  |
| Ola Elfmark                 | 31. Dezember 1991  | Norwegen     | Neoprofi  |
| Simon Galle (ab 16. August) | 31. August 1986    | Schweden     | Neoprofi  |
| Elias Rod Husoy             | 17. September 1993 | Norwegen     | Neoprofi  |
| Sebastian Ferner Johansen   | 9. Mai 1990        | Norwegen     | Neoprofi  |
| Magnus Nordahl              | 25. März 1990      | Norwegen     | Neoprofi  |
| Alexander Einarson Perez    | 21. Juli 1991      | Norwegen     | Neoprofi  |
| Jo Kogstad Ringheim         | 16. Februar 1991   | Norwegen     | Neoprofi  |
| Magnus Tonsager             | 15. Mai 1993       | Norwegen     | Neoprofi  |
| Emil Unaas                  | 18. Februar 1988   | Norwegen     | Neoprofi  |
| Kristoffer Wormsen          | 7. September 1991  | Norwegen     | Neoprofi  |

## Platzierungen in UCI-Ranglisten
UCI Asia Tour
| Saison | Mannschaftswertung | Fahrerwertung            |
| ------ | ------------------ | ------------------------ |
| 2012   | 115.               | Simon Galle (768.)       |
| 2013   | 39.                | Fredrik Ludvigsson (63.) |